# Stanton (rivière)
Pour les articles homonymes, voir Stanton.
La rivière Stanton  (en anglais : Stanton River) est un cours d’eau de la région de Canterbury dans l’Île du Sud de la Nouvelle-Zélande.

## Géographie
Elle s’écoule vers le sud-est à travers la chaîne de Hundalee Hills (en), tournant au sud-ouest pour atteindre la rivière Waiau à 7 km à l’est de la ville de Waiau.